# Metasoubor
Metasoubor je obecný výraz pro datový formát souboru, který může obsahovat různé typy dat. Obvykle obsahuje grafická data. Tato grafická data tvoří rastrová a vektorová grafika a jiné typy dat. Obvykle je metasoubor používán jako podpora přenosu dat mezi grafickými aplikacemi pod stejným operačním systémem. Microsoft Windows používá ve schránce formát Windows Metafile, Mac OS X používá PDF, a X11 používá SVG.
Příklady:
- EMF - Enhanced Metafile (WMF - Windows Metafile)
- EPS - Encapsulated PostScript
- PDF - Portable Document Format
- SVG - Scalable Vector Graphics
- RTF - Rich Text Format

Jiným typem metasouboru je třeba multimediální kontejner.